# History (Stati Uniti d'America)
History, precedentemente nota come The History Channel, è una rete televisiva statunitense che trasmette via satellite e via cavo una programmazione a contenuto prettamente informativo, di base documentari fiction e non fiction a contenuto pseudo-storico. È edita da A&E Networks, joint venture tra The Walt Disney Company e Hearst Communications.
Lanciata negli Stati Uniti nel 1995, History è stata poi realizzata in versioni locali in varie lingue, in diversi paesi.

## Programmi prodotti da History
- Ax Men
- Enigmi alieni
- Jurassic Fight Club
- Knightfall
- Stan Lee's Superhumans
- Top Gear USA
- Sons of Liberty - Ribelli per la libertà (Sons of Liberty) – miniserie TV, 3 episodi (2015)
- Radici (Roots) – miniserie TV, 4 episodi (2016)
- Project Blue Book – serie TV (2019-in corso)